# 横浜市立若葉台西中学校
横浜市立若葉台西中学校（よこはましりつ わかばだいにしちゅうがっこう）は、神奈川県横浜市旭区若葉台四丁目にあった市立中学校。横浜若葉台団地周辺の学校であったが、現在は廃校。
現在は旧若葉台東中学校と統合し「若葉台中学校」となった。校舎は若葉台東中学校が存続し、若葉台西中学校は廃校扱いとなった。その後再利用のあり方が検討され、現在はNPO法人若葉台スポーツ・文化クラブが利用し「若葉台市民図書館SOLA」などを運営している。

## 沿革
- 1984年4月2日 - 開校
- 2007年3月31日 - 廃校

## 部活動
出典はいずれも公式サイトの部活紹介より。

### 運動部
- 剣道部（男・女）
- サッカー部（男）
- 吹奏楽部（男・女）
- ソフトテニス部（女）
- バスケットボール部（男・女）
- バドミントン部（男・女）
- 野球部（男）

### 文化部
- 吹奏楽部（男・女）

## 通学区域
- 若葉台三丁目1番、9番から15番まで、若葉台四丁目1番から13番まで、25番から36番まで、若葉台三丁目2番から8番まで、若葉台四丁目14番から24番まで[3]。

## 周辺
- 星槎高等学校（隣接）
- 横浜市立若葉台西小学校（2007年3月31日廃校、星槎高等学校に再利用）
- 横浜市立若葉台中学校（旧若葉台東中学校）
- 横浜若葉台団地